# Шитиково
Шити́ково (рос. Шитиково) — присілок у складі Юргинського округу Кемеровської області, Росія.

## Населення
Населення — 37 осіб (2010; 79 у 2002).
Національний склад (станом на 2002 рік):
- росіяни — 99 %